# Písková Lhota (Nymburk)
Písková Lhota é uma comuna checa localizada na região da Boêmia Central, distrito de Nymburk.